# Fertőd
Fertőd is een stad in Noordwest-Hongarije in de provincie Győr-Moson-Sopron, gelegen in het district Sopron. Het ligt 20 km oostelijk van Sopron. Het telt ca. 3.400 inwoners.
Het landelijke plaatsje dankt zijn bekendheid aan het paleis Fertőd-Esterházy, het voormalige verblijf van de vorsten Esterházy. Het heette vroeger Eszterháza, maar kreeg in de communistische tijd zijn nieuwe naam. Deze is ontleend aan het nabijgelegen Fertőmeer (Fertő tó). De gemeente had van 1991 tot 2015 een jumelage met het Nederlandse Millingen aan de Rijn.

## Afbeeldingen

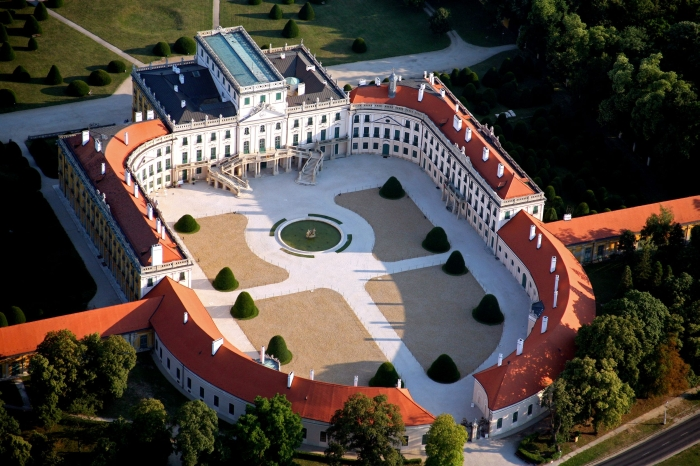
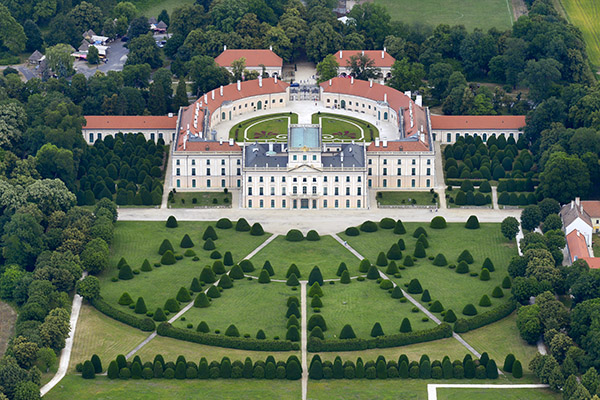
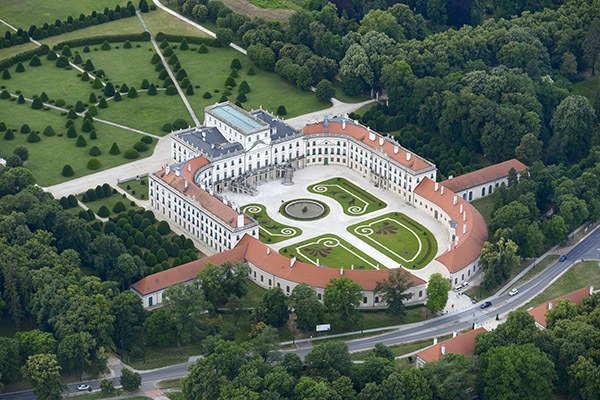
Luchtfoto van Esterházy paleis
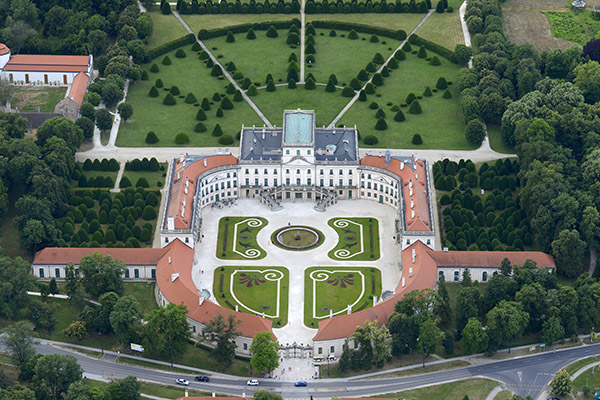
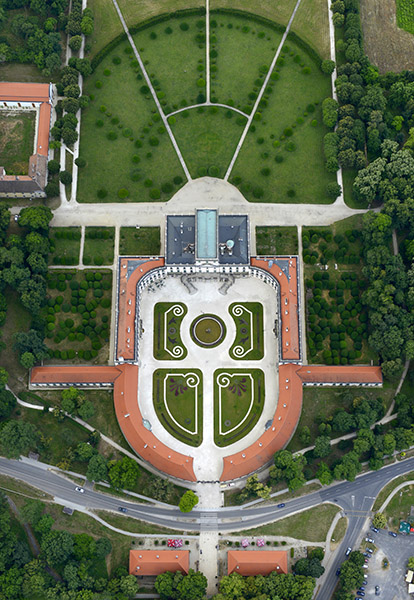
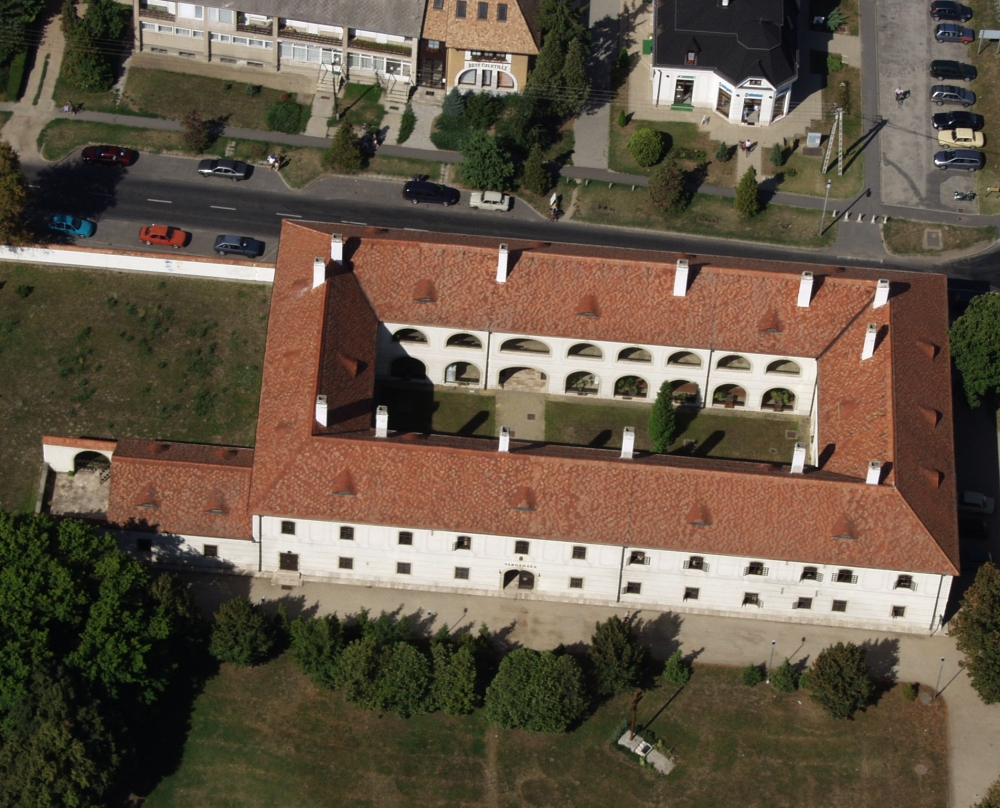